# Бурундай
Бурундай (монг. Боролдай, Буранда, Брандай, Бурулдай, Боралдай, Берендей, тат. Бурандай) (невідомо — 1263 р.) — монгольський полководець, нойон. Побратим Субудай-ба'атура. У підпорядкуванні хана Бату був темником. Один із керівних полководців під час Західного походу монгольських військ 1236−1242 рр. Згодом обіймав посаду намісника у найзахіднішій частині Золотої Орди.

## Життєпис
Рід Бурундая залишається певною мірою недослідженим. Можливо, він походив з одного з чотирьох племен (Sanchi'ud або Salji'ud, Keniges, Uushin, а також Je'ured), які належали старшому сину Чингісхана (1162—1227) — Джучі.
Наприкінці 1230 — на початку 1240-х років був учасником завойовницьких походів монголо-татар на Русь та інші держави. У 1236 році Бурундай активно брав участь у нападі на Волзьку Булгарію. У 1237 році під час вторгнення у Суздальську Землю монголів на чолі з Бату-ханом (Батиєм), Бурундай пішов на північ разом зі своїм військом і досяг там серйозних успіхів, зокрема здобув важливу перемогу у битві на річці Сіть.
Після того, як більшість територій Великого князівства Володимирського було захоплено, Бурундай став ще більш відомим, як у себе на батьківщині, так і на Русі. Багато князів з Муромщини, Рязанщини, Володимиро-Суздальщини зверталися за порадою саме до нього. У 1240 році був учасником облоги та захоплення Києва. Надалі Бурундай брав участь у походах проти Галицько-Волинського князівства та Польщі.
Після завершення європейського походу Бурундай підтримав правителя Улусу Джучі — Золотої Орди Бату-хана, проти якого виступила низка чингізидів. У 1251 році здійснив похід проти володаря Чагатайського улусу Єсу-Мунке (союзника великого хана Ґуюка).
З 1258 року був призначений правителем (темником) золотоординських територій на Правому березі Дніпра. На його вимогу були знищені укріплення в Королівстві Руському: Василів, Володимир, Данилів, Кременець, Луцьк, Львів, Стіжок Волинський, Черн та інші міста (окрім Холма, що витримав облогу). Король Данило був змушений підписати договір з Бурундаєм, за яким волинський князь Василько Романович брав участь разом з татарами в походах на Литву (1258) та Польщу (1259).
За фактом двох згаданих походів Бурундая на Литву та Польщу, зазвичай вважається встановлення васальної залежності Королівства Руського від Золотої Орди. Як наслідок, у руських літописах Бурундай не згадується.
У 1259—1260 роках здійснив походи на землі сучасного Дагестану та північного Азербайджану, під час яких підкорив місцеві держави. Проте це призвело до конфлікту з Ільханами, що заснували державу Хулагуїдів. Під час цієї війни у 1263 році Бурундай загинув.